# Andrzejówka (województwo mazowieckie)
Andrzejówka dawniej przypuszczalnie również Andrzejew – wieś w Polsce położona w województwie mazowieckim, w powiecie zwoleńskim, w gminie Policzna. Ma status sołectwa.
| SIMC    | Nazwa | Rodzaj    |
| ------- | ----- | --------- |
| 1060910 | Huta  | część wsi |

W latach 1975–1998 miejscowość administracyjnie należała do województwa radomskiego.